# 真昌县
真昌县，中国古县名。
隋朝开皇九年（589年）改北平县置，治所在今河南省方城县东南。属显州，后属淮安郡。唐朝初年，属显州。武德二年（619年），于方城县置北沣州，领方城县和真昌县。贞观元年（627年）废。